# یوکوم (ویرجینیای غربی)
یوکوم (به انگلیسی: Yokum) یک منطقهٔ مسکونی در ایالات متحده آمریکا است که در شهرستان آپشور، ویرجینیای غربی واقع شده‌است. یوکوم ۵۶۲٫۰۶ متر بالاتر از سطح دریا واقع شده‌است.